# Schippia concolor
Espèce
Statut de conservation UICN

 VU A2c : Vulnérable
Schippia concolor est une espèce de plantes du genre Schippia de la famille des Arecaceae.